# Nico O'Reilly
Nico O'Reilly (Mánchester, Inglaterra, Reino Unido, 21 de marzo de 2005) es un futbolista británico que juega como centrocampista en el Manchester City F. C. de la Premier League.

## Trayectoria

### Manchester City
Empezó en la cantera del City cuando tenía ocho años. Ascendió al equipo sub-23 del Manchester City hacia el final de la temporada 2021-22 y posteriormente firmó su primer contrato profesional con el club en julio de 2022.
Debutó en la primera del club el 10 de agosto de 2024, siendo titular en la victoria por tanda de penales en el derbi contra el Manchester United en la Community Shield. 
El 11 de enero de 2025, O'Reilly anotó su primer gol para el primer equipo del Manchester City en un partido de local de la tercera ronda de la FA Cup contra el Salford City de la League Two, partido que finalizó en una victoria por 8-0.

### Selección nacional
El 6 de septiembre de 2024, O'Reilly hizo su debut con la selección sub-20 de Inglaterra en un empate 1-1 como visitante frente a Turquía. 

## Estilo de juego
Ha sido descrito como un centrocampista ofensivo con «estilo» que es «elegante y fluido con el balón en los pies».

## Estadísticas

### Clubes
Actualizado al último partido disputado el 26 de junio de 2025.
| Club                             | Div.          | Temporada     | Liga  | Liga  | Liga   | Copas nacionales | Copas nacionales | Copas nacionales | Copas internacionales | Copas internacionales | Copas internacionales | Total | Total | Total  |
| Club                             | Div.          | Temporada     | Part. | Goles | Asist. | Part.            | Goles            | Asist.           | Part.                 | Goles                 | Asist.                | Part. | Goles | Asist. |
| -------------------------------- | ------------- | ------------- | ----- | ----- | ------ | ---------------- | ---------------- | ---------------- | --------------------- | --------------------- | --------------------- | ----- | ----- | ------ |
| Manchester City F. C. Inglaterra | 1.ª           | 2024-25       | 9     | 2     | 0      | 9                | 3                | 2                | 3                     | 0                     | 0                     | 21    | 5     | 2      |
| Manchester City F. C. Inglaterra | Total club    | Total club    | 9     | 2     | 0      | 9                | 3                | 2                | 3                     | 0                     | 0                     | 21    | 5     | 2      |
| Total carrera                    | Total carrera | Total carrera | 9     | 2     | 0      | 9                | 3                | 2                | 3                     | 0                     | 0                     | 21    | 5     | 2      |

## Palmarés
| Título           | Club            | País       | Año  |
| ---------------- | --------------- | ---------- | ---- |
| Community Shield | Manchester City | Inglaterra | 2024 |